# Луций Вергиний Руф
Лу́ций Верги́ний Руф (лат. Lucius Verginius Rufus; родился, предположительно, в 14 году, близ Комума, Цизальпийская Галлия, Римская империя — умер, по разным версиям, в 97 году или вскоре после 97 года, Рим, Римская империя) — древнеримский военный деятель и политик из плебейского рода Вергиниев, трижды занимавший консульскую должность (в 63, 69 и 97 годах). Известен, в первую очередь, тем, что в 69 году отклонил императорскую власть, которую предлагали ему солдаты.

## Биография
Руф родился недалеко от Комума, родины двух Плиниев. Происходил из сословия всадников. Он стал консулом в 63 году при императоре Нероне. После своего консульства Руф был назначен наместником Верхней Германии. Когда Гай Юлий Виндекс восстал против Нерона в 67 году, Руф привёл армию против него и победил мятежников в 68 году в районе современного Безансона. После падения Нерона легионы хотели провозгласить Руфа императором в противовес Гальбе, но он отказался принять власть. После смерти Отона в апреле 69 года солдаты снова предложили престол Руфу, но он снова отказался. После этого Вергиний отъехал к берегу Этрурии на свою виллу, где вёл размеренную жизнь, сочиняя стихи. После убийства императора Домициана сенат избрал пожилого сенатора по имени Нерва императором. Нерва выбрал в качестве своего соконсула в 97 году старого Руфа. Однако, когда тот начал говорить речь, он случайно выронил книгу, которую нёс, и наклонившись, чтобы поднять её, поскользнулся и сломал бедро. Руф умер вскоре после этого и получил государственные похороны. На его могиле были высечены следующие слова:
Здесь покоится Руф; когда прогнали Виндика,
 Власть он не взял себе: родине отдал ее.
                                                        (Плиний. Письма, VI, 10.
                                                        Перевод М.Е. Сергеенко).

## Источник
- Плиний Младший. Письмо к Роману о Вергинии Руфе (II, 1)
- Публий Корнелий Тацит. История
- Livius.org: Lucius Verginius Rufus